# Brittany non si ferma più
Brittany non si ferma più è un film del 2019 diretto da Paul Downs Colaizzo.
È stato distribuito a livello globale il 15 novembre 2019 da Amazon Prime Video.

## Trama
La newyorkese Brittany Forgler è una ragazza di ventotto anni che lavora come maschera in un piccolo teatro. Assieme alla coinquilina Gretchen, ama trascorrere le serate nei locali e non lesina l'uso di droghe. Durante una visita medica il dottore afferma che Brittany è in sovrappeso, quindi le consiglia di mettersi a dieta e condurre una vita più sana perché è troppo giovane per avere tutti quei valori clinici irregolari.
Dopo essersi rivolta a una palestra, dissuasa però dalla quota mensile che inciderebbe sulle sue finanze, Brittany decide di dedicarsi all'economico e individuale running. Superata l'inevitabile fatica iniziale, quando correre per un solo isolato è già un grande traguardo, Brittany accoglie l'invito della vicina di casa Catherine, con la quale non era mai andata d'accordo per via del suo essere perfettina, ed entra a far parte del suo gruppo di runner. Qui conosce Seth, un uomo gay con cui condivide il bisogno di correre per guadagnare in autostima. Brittany, Catherine e Seth suggellano la loro amicizia con il proposito di partecipare alla maratona di New York.
Avendo necessità di frequentare la palestra per potersi allenare in vista della maratona, Brittany trova un secondo lavoro da dog sitter presso una coppia altolocata che trascorre la maggior parte dell'anno lontana da New York. Brittany conosce Jern, il dog sitter diurno che sfrutta il suo ruolo per vivere a scrocco nella casa dei datori di lavoro. Pur biasimando il comportamento di Jern, che ha qualche anno più di lei e non sembra incline a diventare adulto, Brittany si innamora del giovane e si trasferisce a vivere sotto lo stesso tetto. Questo anche a causa di una lite con Gretchen, la quale non riesce a comprendere il suo nuovo stile di vita e rivorrebbe indietro la vecchia Brittany festaiola. Nel frattempo, Brittany manca di poco l'obiettivo di perdere 45 chili e non riesce a vincere la lotteria per iscriversi alla maratona, cosa che invece accade a Seth. Catherine offre all'amica i 5000 $ del suo fondo familiare, affinché possa partecipare alla maratona per beneficenza. Tuttavia, Brittany rifiuta perché non vuole la carità di nessuno e intensifica gli allenamenti, provocandosi una frattura da stress che la costringe a un mese e mezzo di riposo, pregiudicando la sua partecipazione alla maratona.
Il rientro a sorpresa dei padroni di casa comporta il licenziamento di Brittany e Jern. Costei decide di prendersi una pausa dal fidanzato, non sopportandone l'immaturità, e torna a Filadelfia per trascorrere un periodo di riposo, ospite della sorella Cici e del cognato Demetrius. Nonostante i buoni propositi, Brittany non riesce a ritrovare la serenità e al compleanno di Demetrius finisce per litigare con una ragazza obesa, avendo rivisto in lei le proprie insicurezze. Tornata a New York, Brittany riallaccia i rapporti con Catherine e Seth, oltre a Jern cui propone di essere amici.
Un anno dopo. Brittany partecipa alla maratona di complessivi 42 chilometri. Arrivata al km 35, i crampi le impediscono di continuare. Dagli spalti Seth e il marito, Catherine e Jern la spronano a non darsi per vinta e completare la corsa. Brittany riesce a tagliare il traguardo, vincendo la scommessa con sé stessa e l'amore di Jern. Brittany e il fidanzato comprano casa insieme, dedicandosi al suo hobby preferito: la corsa.

## Distribuzione
Il film è stato distribuito in tutto il mondo da Amazon Prime Video il 15 novembre 2019.